# 加布丽埃莱·巴多雷克
加布丽埃莱·巴多雷克（德語：Gabriele Badorek，1952年9月20日—），德国女子手球运动员。她曾代表东德国家队参加1976年夏季奥林匹克运动会手球比赛，获得一枚银牌。